# Piscataqua
Piscataqua, maleno pleme Algonquian Indijanaca s istoimene rijeke na granici između američkih država Maine i New Hampshire. Glavno naselje također se zvalo Piscataqua a nalazilo se kod grada Dover u okrugu Stafford, New Hampshire. Pripadali su konfederaciji Pennacook. nazivani su i Pascataquas, Pascatawayes, Passataquack, Piscataquaukes. ne smiju se pobrkati s plemenom Piscataway.

## Vanjske poveznice
- New Hampshire Indian Tribes